# ケン・レーマンス
ケン・レーマンス（Ken Leemans, 1983年1月5日 - ）は、ベルギー王国フラームス＝ブラバント州フィルフォールデ出身のサッカー選手。現在は無所属。ポジションはミッドフィールダー。
体を張ったディフェンスと強烈なミドルが持ち味。

## 経歴
2001年にKVメヘレンでトップチームデビュー。VVVフェンローに所属していた2009年4月24日、HFCハールレム戦で先制ゴールを記録。試合は1-0で勝利し、クラブはエールディヴィジ昇格を果たした。
2015年よりトップクラッセのデ・トレッフェルスでプレー。翌年9月26日に同クラブを退団することが決定した。